# デビッド・ロリンズ
デビッド・ドウェイン・ロリンズ（David Dwane Rollins, 1989年12月21日 - ）は、アメリカ合衆国・テキサス州パノラ郡デベリー出身のプロ野球選手（投手）。左投左打。MLB・シカゴ・カブス傘下所属。

## 経歴

### プロ入り前
2008年のMLBドラフト19巡目（全体577位）でロサンゼルス・ドジャースから指名されたが、サンジャッキント大学へ進学した。
2009年のMLBドラフト23巡目（全体683位）でシアトル・マリナーズから指名されたが、サンジャッキント大学ノースキャンパスへ編入した。
2010年のMLBドラフト46巡目（全体1392位）で再びマリナーズから指名されたが、契約には至らなかった。

### プロ入りとブルージェイズ傘下時代
2011年のMLBドラフト24巡目（全体739位）でトロント・ブルージェイズから指名され、6月20日に契約した。契約後、傘下のアパラチアンリーグのルーキー級ブルーフィールド・ブルージェイズでプロデビュー。4試合に先発登板して3勝0敗・防御率1.25・18奪三振の成績を残した。7月にA-級バンクーバー・カナディアンズへ昇格。3試合に先発登板して1勝0敗・防御率2.57・11奪三振の成績を残した。
2012年はA級ランシング・ラグナッツでプレーし、18試合に先発登板して6勝1敗・防御率2.76・75奪三振の成績を残した。

### アストロズ傘下時代
2012年7月20日にJ.A.ハップ、デビッド・カーペンター、ブランドン・ライオン、後日発表選手とのトレードで、フランシスコ・コルデロ、ベン・フランシスコ、ジョー・マスグローブ、アッシャー・ウォジェハウスキー、カルロス・ペレスと共にヒューストン・アストロズへ移籍した。移籍後は傘下のA級レキシントン・レジェンズでプレーし、6試合に登板して1勝3敗・防御率3.48・25奪三振の成績を残した。
2013年はまずA+級ランカスター・ジェットホークスでプレーし、23試合（先発14試合）に登板して8勝5敗3セーブ・防御率3.98・96奪三振の成績を残した。7月にAAA級オクラホマシティ・レッドホークスへ昇格し、1試合に登板。8月からはAA級コーパスクリスティ・フックスでプレーし、6試合に先発登板して0勝3敗・防御率4.36・33奪三振の成績を残した。
2014年はAA級コーパスクリスティでプレーし、27試合（先発12試合）に登板して3勝4敗1セーブ・防御率3.81・77奪三振の成績を残した。

### マリナーズ時代
2014年12月に行われたルール・ファイブ・ドラフトでマリナーズから指名され、移籍した。
2015年3月27日に薬物検査で禁止薬物のスタノゾロールが検出され、80試合の出場停止処分を受ける。6月18日に処分が明けると、7月4日にメジャー昇格を果たし、同日のオークランド・アスレチックス戦でメジャーデビュー。以後、比較的コンスタントに出番を得て20試合に登板したが、25.0イニングで37本のヒットを浴びて大量失点し、0勝2敗・防御率7.56・WHIP1.80と結果を残せなかった。
2016年は、11試合のリリーフ登板に留まった。同年、メジャー初勝利を挙げたが、防御率7.71とWHIP2.04はいずれも前年から悪化し、投球内容としては成長の跡を示す事が出来なかった。マイナーのAAA級タコマ・レイニアーズでは37試合に登板し、防御率3.77・5勝無敗・WHIP0.99と結果を残しており、与四球率も1.2と制球力の良さも発揮した。

### カブス傘下時代
2016年11月18日、ウェイバー公示を経てシカゴ・カブスに、11月22日に同じくウェイバー公示を経てテキサス・レンジャーズに、12月2日に同じくウェイバー公示を経てフィラデルフィア・フィリーズに、12月21日に同じくウェイバー公示を経て再びレンジャーズに、12月23日に同じくウェイバー公示を経て再びカブスに移籍した。
2016年2月8日にDFAとなった後、13日に40人枠を外れる形で傘下のAAA級アイオワ・カブスへ配属された。

## 詳細情報

### 年度別投手成績
| 年 度    | 球 団    | 登 板 | 先 発 | 完 投 | 完 封 | 無 四 球 | 勝 利 | 敗 戦 | セ 丨 ブ | ホ 丨 ル ド | 勝 率 | 打 者 | 投 球 回 | 被 安 打 | 被 本 塁 打 | 与 四 球 | 敬 遠 | 与 死 球 | 奪 三 振 | 暴 投 | ボ 丨 ク | 失 点 | 自 責 点 | 防 御 率 | W H I P |
| -------- | -------- | ----- | ----- | ----- | ----- | -------- | ----- | ----- | -------- | ----------- | ----- | ----- | -------- | -------- | ----------- | -------- | ----- | -------- | -------- | ----- | -------- | ----- | -------- | -------- | ------- |
| 2015     | SEA      | 20    | 0     | 0     | 0     | 0        | 0     | 2     | 0        | 1           | .000  | 118   | 25.0     | 37       | 3           | 8        | 1     | 2        | 21       | 0     | 0        | 21    | 21       | 7.56     | 1.80    |
| 2016     | SEA      | 11    | 0     | 0     | 0     | 0        | 1     | 0     | 0        | 0           | 1.000 | 47    | 9.1      | 12       | 2           | 7        | 1     | 0        | 6        | 1     | 0        | 8     | 8        | 7.71     | 2.04    |
| MLB：2年 | MLB：2年 | 31    | 0     | 0     | 0     | 0        | 1     | 2     | 0        | 1           | .333  | 165   | 34.1     | 49       | 5           | 15       | 2     | 2        | 27       | 1     | 0        | 29    | 29       | 7.60     | 1.86    |

- 2018年度シーズン終了時

### 背番号
- 59（2015年 - 2016年）